# Ludovic Butelle
Ludovic Butelle, född den 3 april 1983 i Reims i Frankrike, är en fransk fotbollsmålvakt som spelar för Red Star.

## Karriär
Butelle påbörjade sin karriär i den franska klubben FC Metz, där han under tre säsonger spelade 53 ligamatcher. Därefter skrev han kontrakt med Valencia, men har ännu inte fått spela några matcher för laget och har under större delen av sin tid hos klubben varit utlånad till Hércules CF och Real Valladolid. Han har på grund av den hårda konkurrensen i Valencia inte fått spela många matcher för laget, med Santiago Cañizares och Juan Luis Mora som konkurrenter.
Efter perioden i Spanien spelade Butelle för de franska lagarna Lille, Nîmes och Arles-Avignon. Under de tre säsonger han spelade för Arles-Avigon, från 2011 till 2014, blev han varje säsong utvald till den bäste målvakten i Ligue 2. Därefter gick han till Angers SCO i Ligue 1.
Från 2016 till 2018 spelade Butelle för den belgiska klubben Club Brugge, där han vann titeln redan i första säsongen. Det var första titeln för Club Brugge efter 14 år. Butelle blev utvald till Årets målvakt i Belgien 2016.
I början av 2018 återvände Butelle till Angers. I juli 2021 gick han till Red Star.